# Deopalpus australis
Deopalpus australis là một loài ruồi trong họ Tachinidae.